# 杰伦·莱利
杰伦·罗斯·莱利（英語：Jalen Ross Riley，1993年3月6日—）為美國男子籃球運動員。
莱利高中畢業後就讀莱克县学院，一年後輾轉就讀索克谷社区学院，最後獲得NCAA一级东田纳西州立大学的青睞，在東田納西州大的第一個賽季莱利獲選大西洋陽光聯盟年度新人，第二年則是入選大西洋陽光聯盟年度最佳五人。莱利大學畢業後曾參加愛荷華能量的訓練營。2016年1月，莱利到El Ourense Provincia Termal接受測試。2016年2月，莱利經過兩週測試後離開球隊。之後莱利接連效力萊維采愛國者與阿克雷里索爾。2019年1月，效力Palangos Kuršiai的莱利以兩分球12投8中，三分球18投8中，罰球10罰10中，攻下了50分，另外貢獻了5籃板、3助攻。2019年7月，紹萊簽下莱利。2020年12月，波多與莱利簽約。2021年7月，VEF里加簽下莱利。2022年7月，PAOK塞薩洛尼基簽下莱利。2023年10月，中国男子篮球职业联赛江苏龙與莱利簽約。2025年1月21日，希腊篮球甲级联赛佩里斯特里與莱利簽約至賽季結束。

## 外部連結
- 杰伦·莱利在fiba.basketball（英语）
- 杰伦·莱利在法國籃球甲級聯賽官網（法语）
- 杰伦·莱利在Basketball-Reference.com（國際）（英语）
- 杰伦·莱利在Sports-Reference.com（NCAA）（英语）
- 杰伦·莱利在Eurobasket.com（球員）（英语）
- 杰伦·莱利在Proballers（英语）
- 杰伦·莱利在RealGM（球員）（英语）
- 杰伦·莱利在中国篮球数据库